# Ambrella longituba
Ambrella longituba – gatunek roślin z monotypowego rodzaju Ambrella z rodziny storczykowatych (Orchidaceae). Rośliny są endemitami Madagaskaru.

## Systematyka
Gatunek sklasyfikowany do podplemienia Angraecinae w plemieniu Vandeae, podrodzina epidendronowe (Epidendroideae), rodzina storczykowate (Orchidaceae), rząd szparagowce (Asparagales) w obrębie roślin jednoliściennych.